# Їжа, яку їдять руками

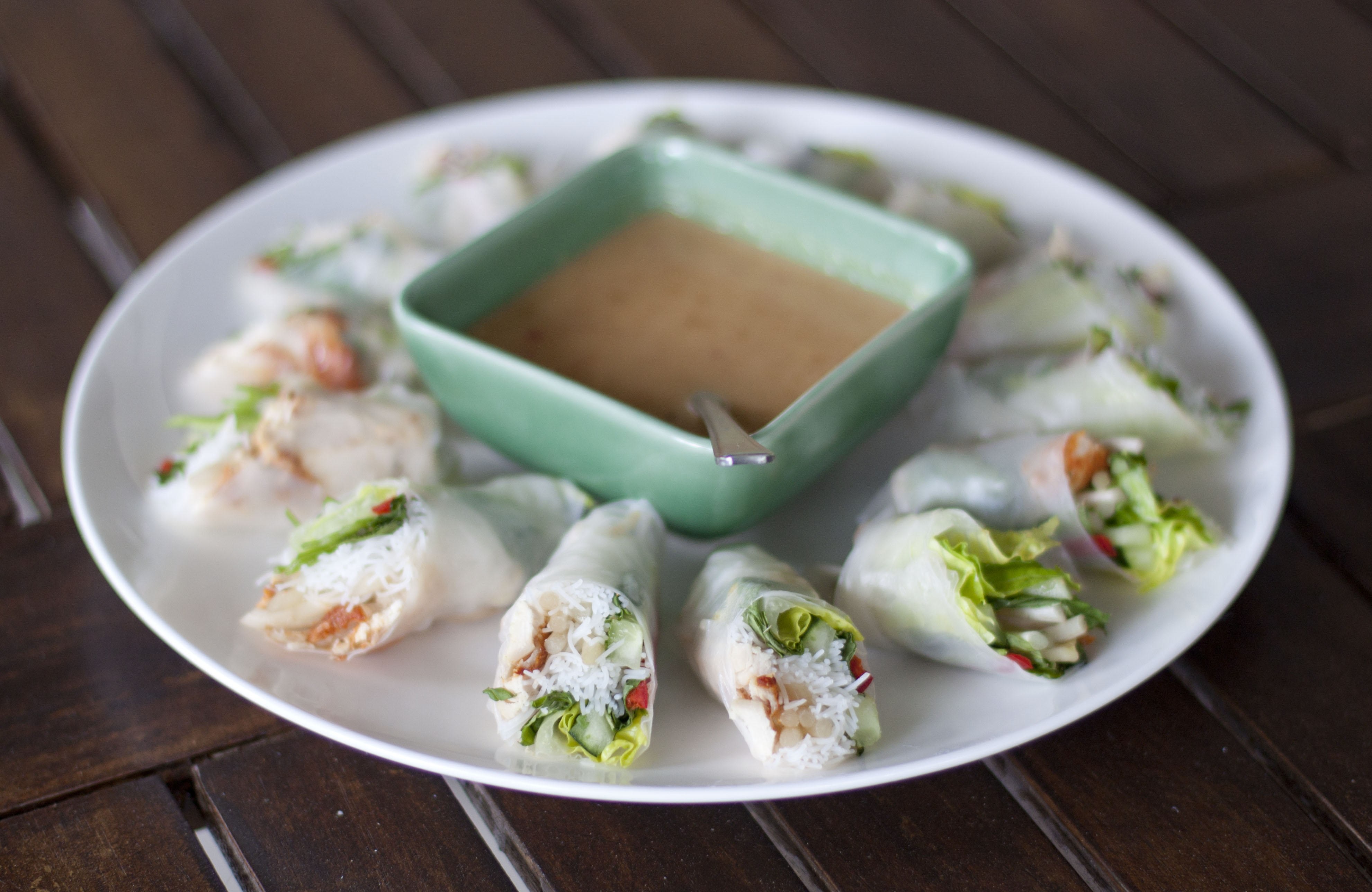
Роли, призначені для вживання руками

Їжа, яку їдять (беруть) руками — їжа, яку вживають за допомогою одних тільки рук, без столових приборів — ложок, виделок, ножів, паличок для їжі тощо. у деяких культурах велика частина страв або всі страви вживаються руками: наприклад, в ефіопській кухні всі страви вживають, загортаючи їх у корж під назвою «инджера». У південноазійській кухні їжу часто вживають за допомогою рук. У європейській культурі руками їдять фаст-фуд і вуличну їжу. Вживання їжі, не призначеної для поїдання без столових приладів, руками часто сприймається як відсутність культури.
Культурна сфера вживання значної кількості їжі руками включає Африку, Близький Схід та Індію, переважно руками їсть близько 2,5 мільярдів чоловік. В ісламській культурі також прийнято їсти руками їжу з загального блюда; в Європі традиція їжі руками зникла з поширенням чотиризубої виделки.
Страви, які вживаються руками, часто подають на вечірках та весіллях, при цьому вважається, що за більш формальних приводів слід подавати дорожчі страви.

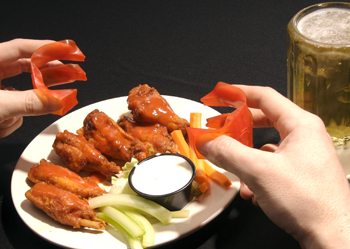
Поїдання руками закусок
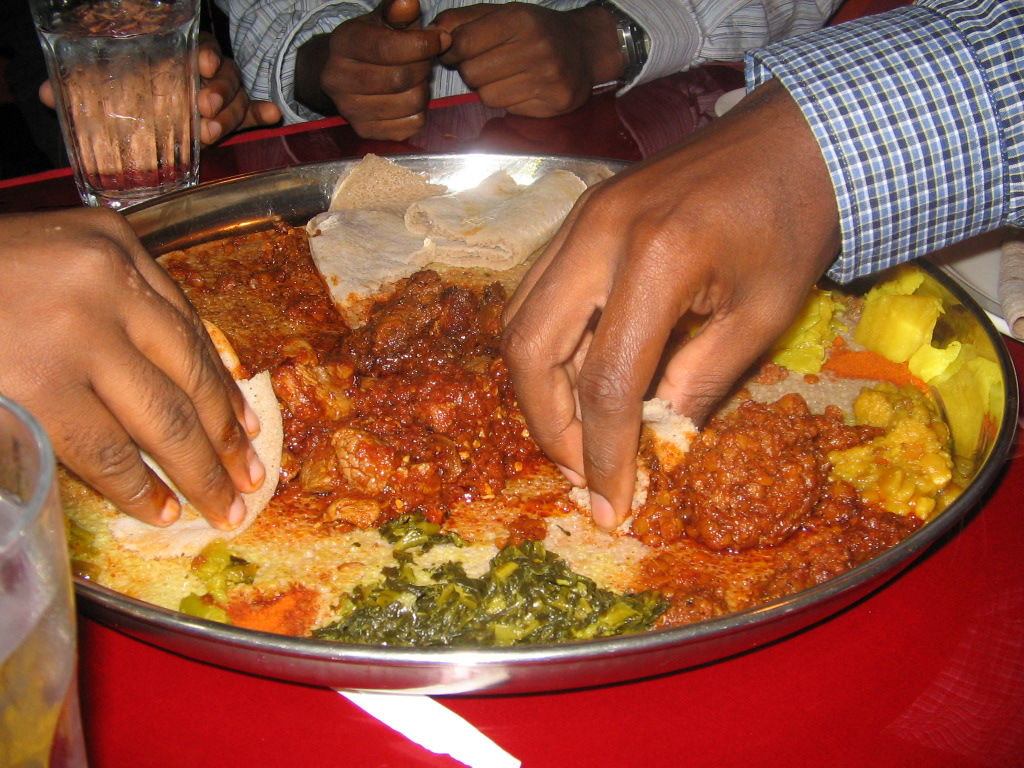
Поїдання руками гарячої страви
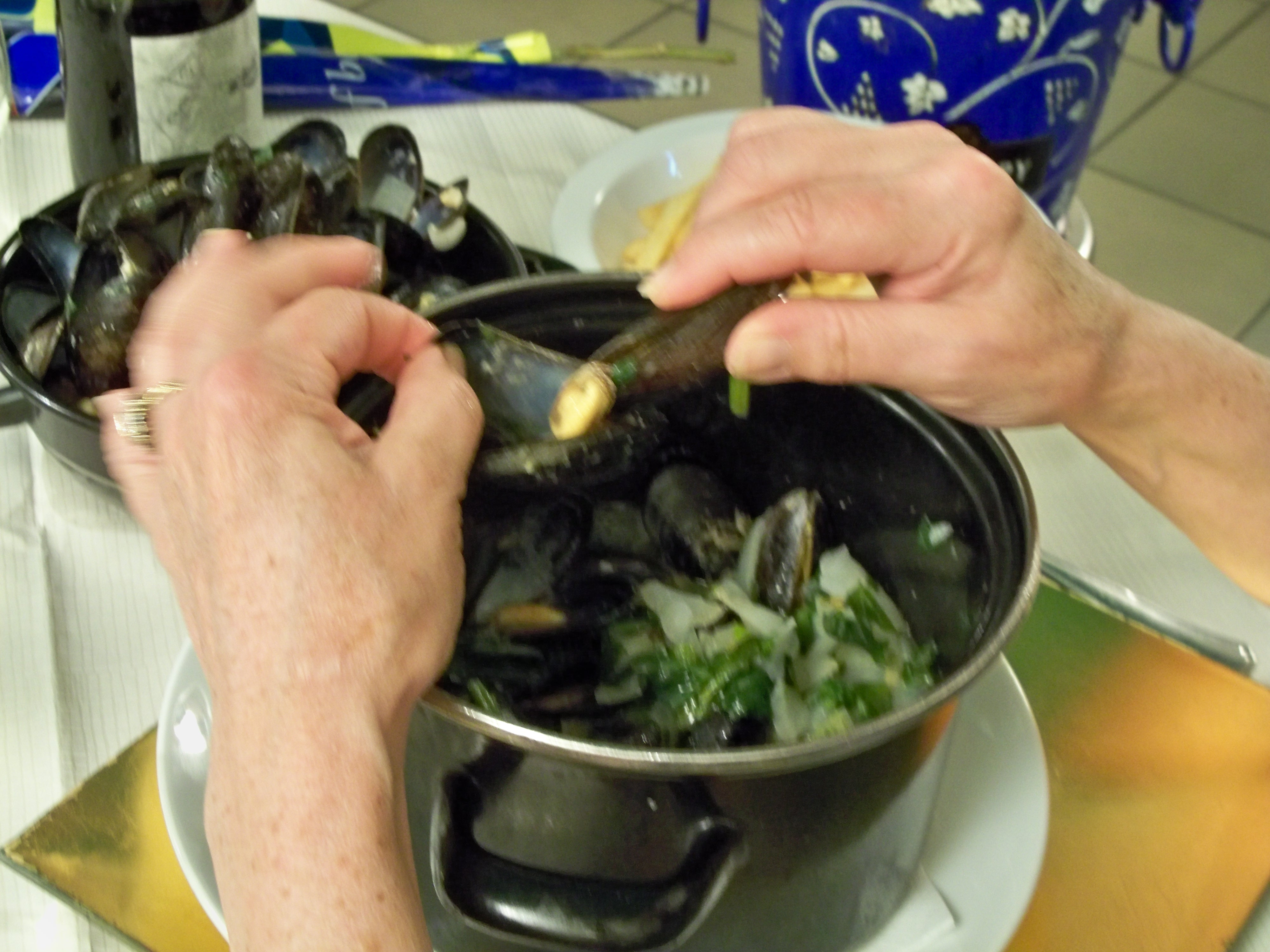
Поїдання руками вустриць
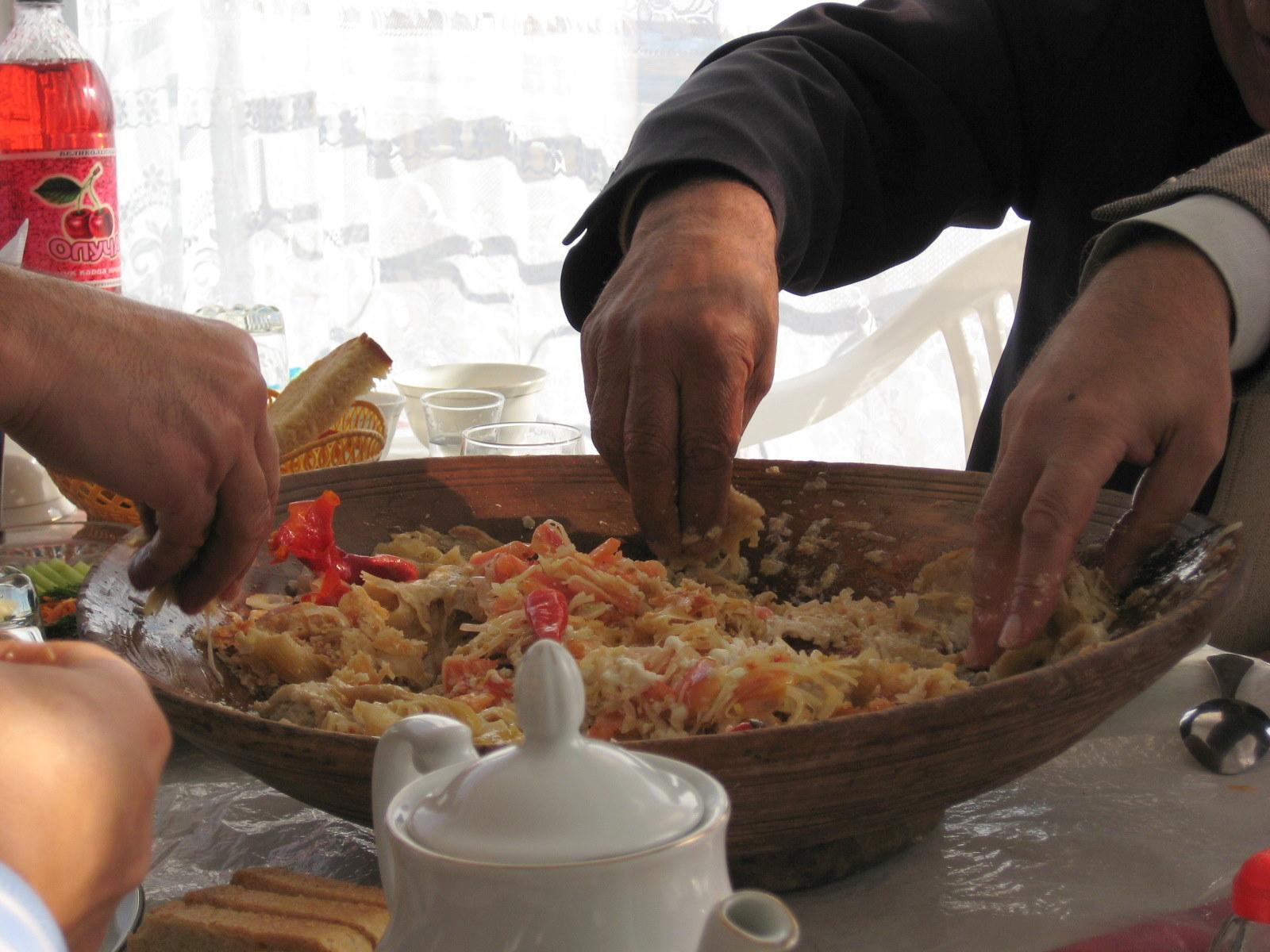
Поїдання руками розсипчастої страви
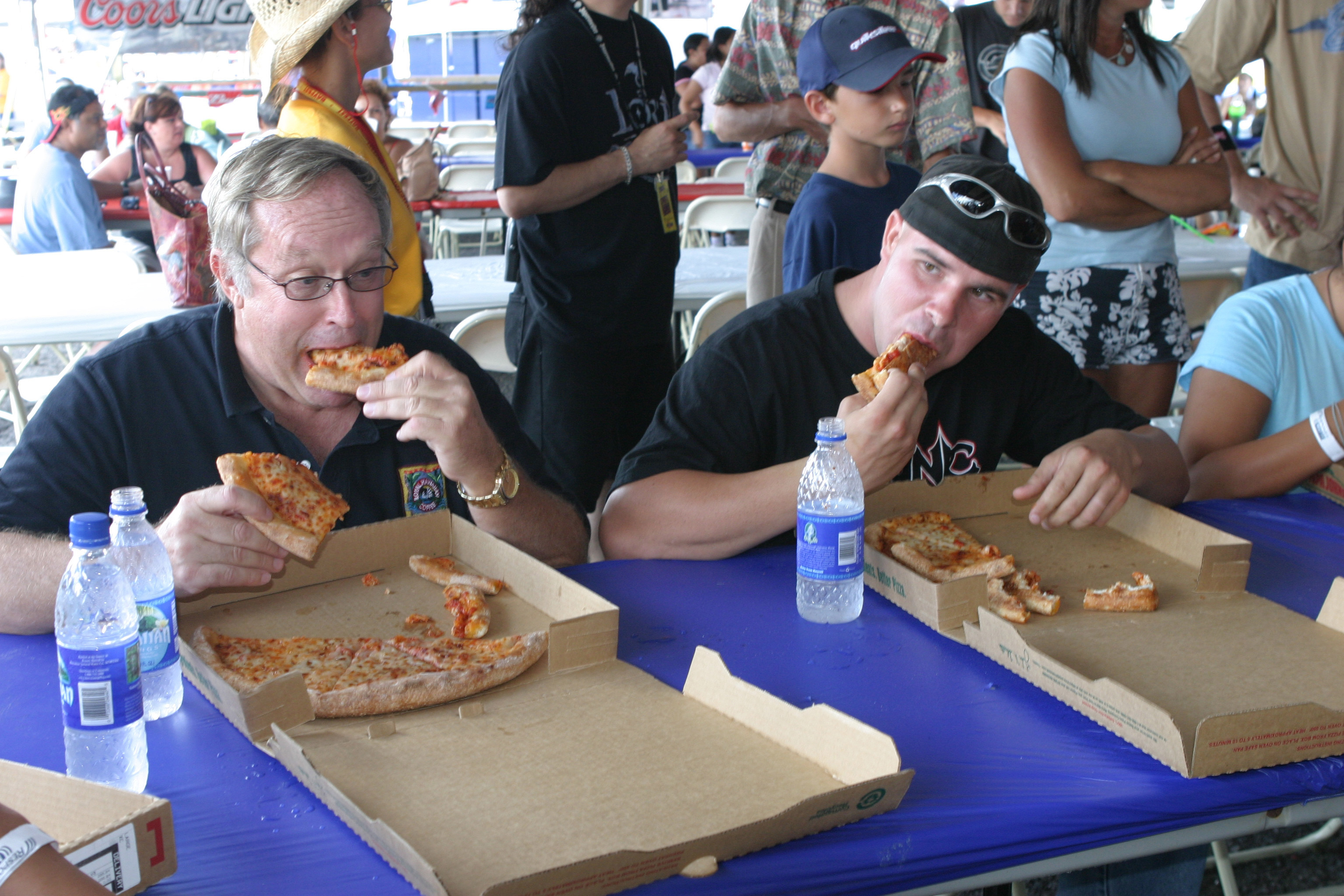
Поїдання руками піци
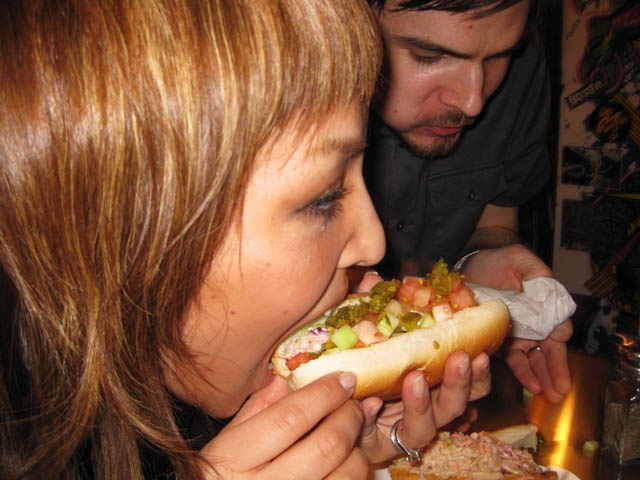
Поїдання руками сендвічу
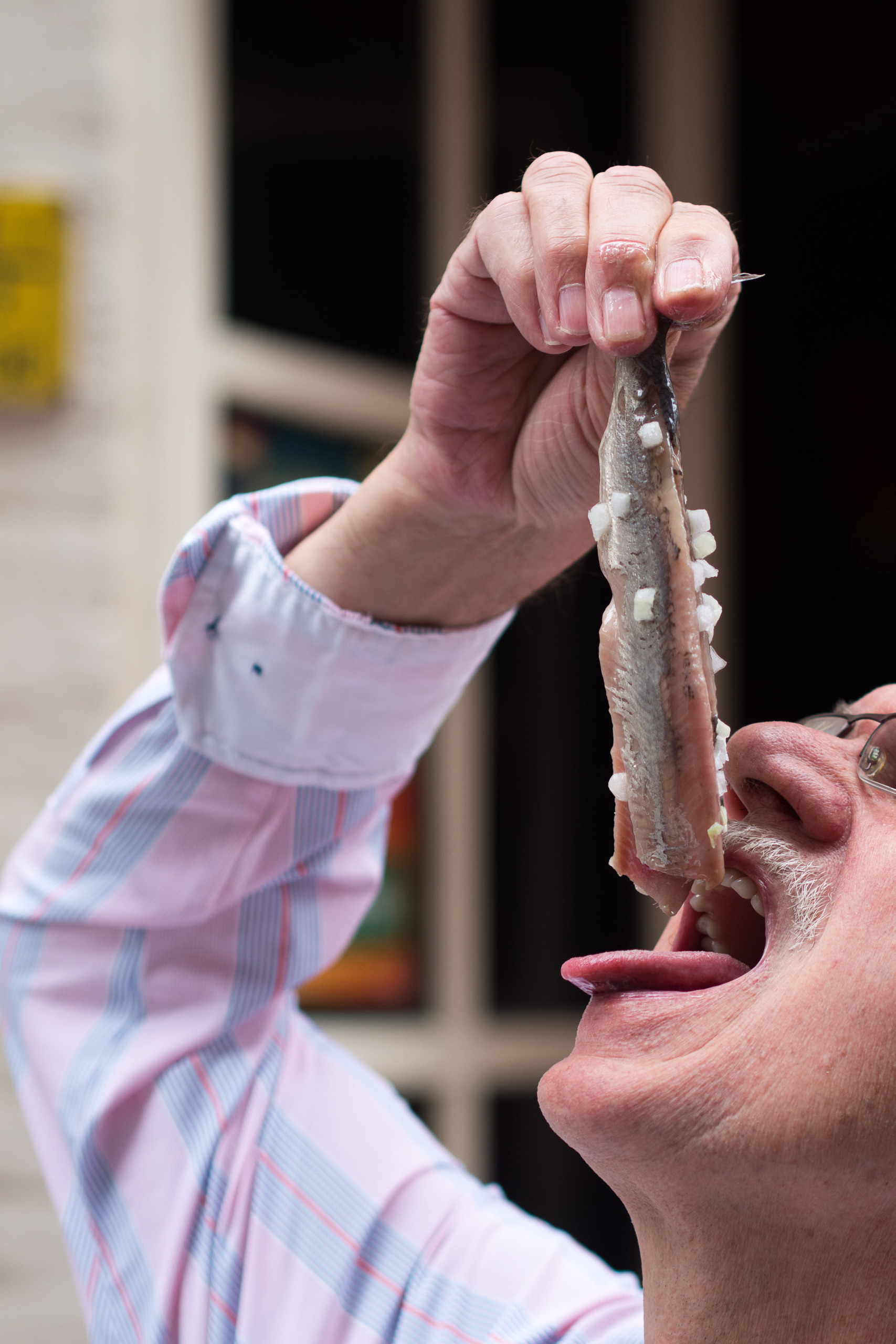
Поїдання руками некомпактної їжі
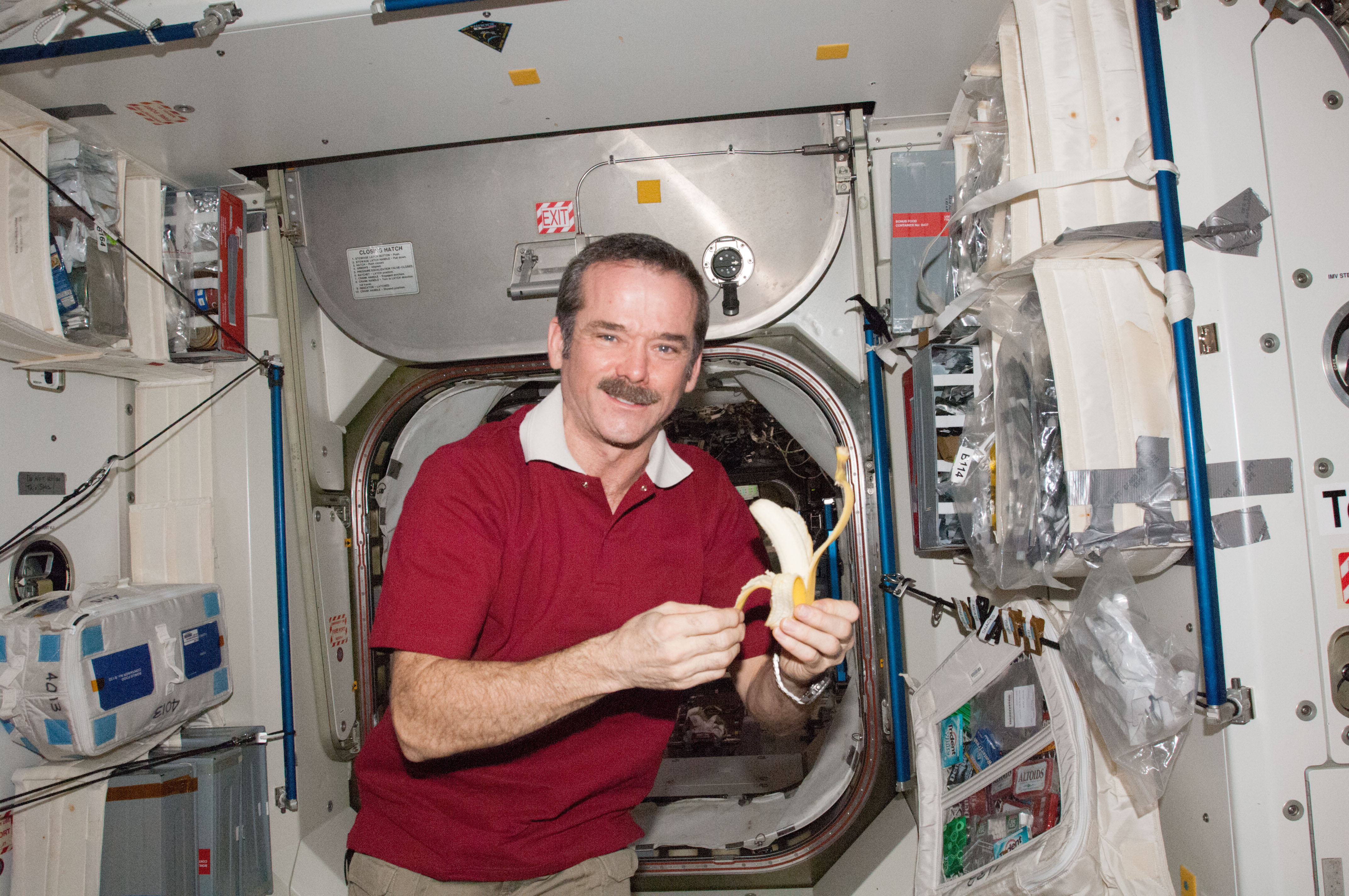
Поїдання руками банану
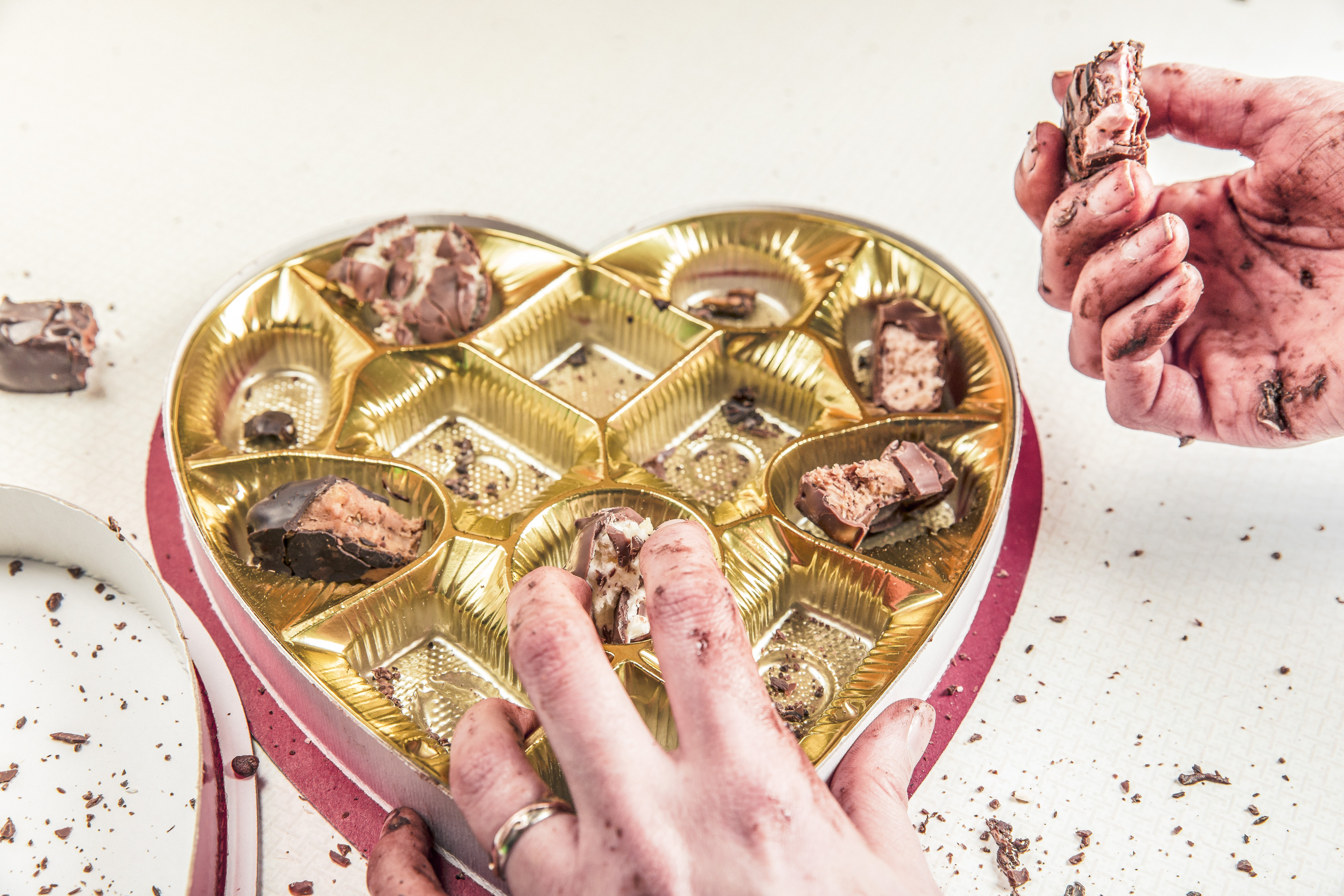
Поїдання руками цукерок
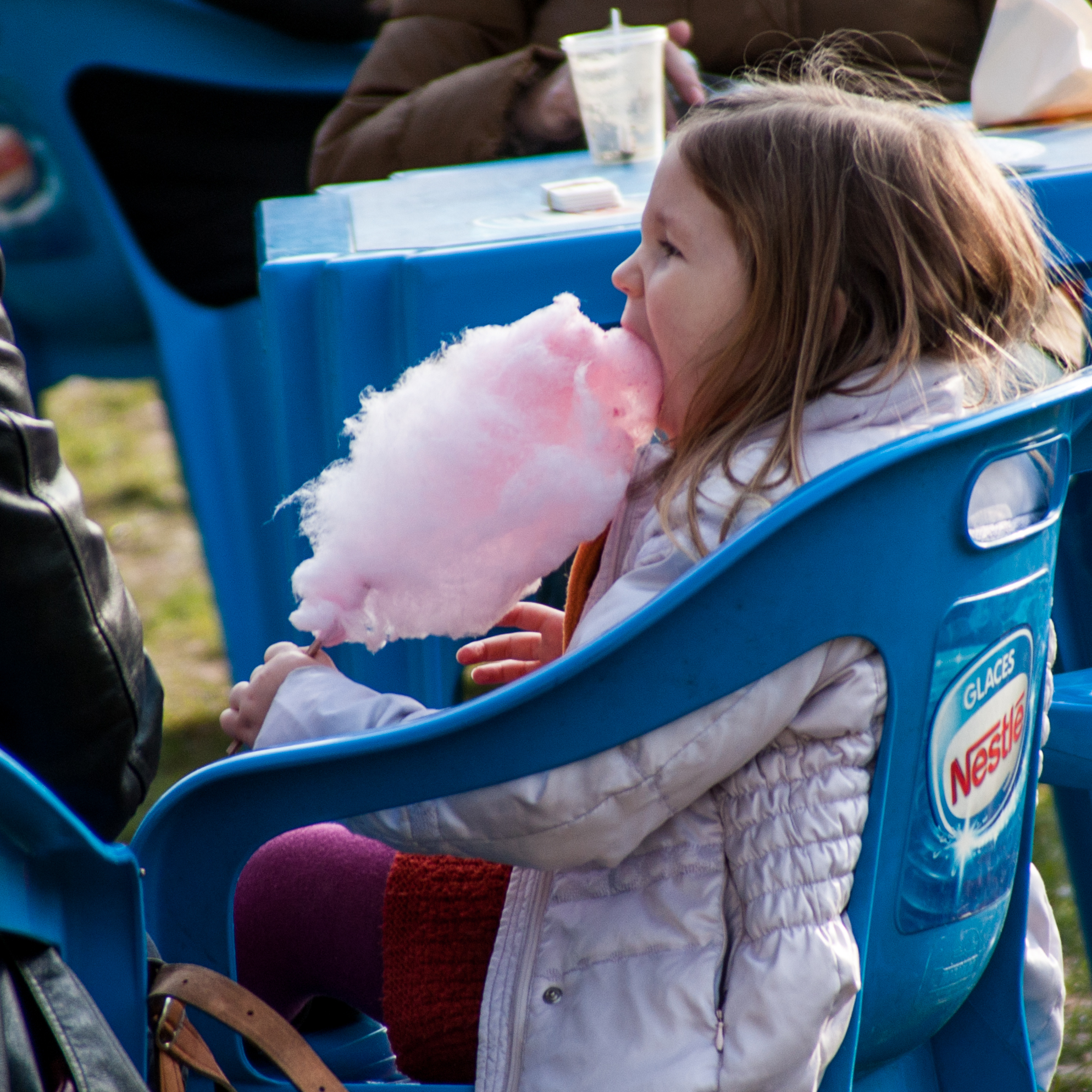
Поїдання руками цукрової вати
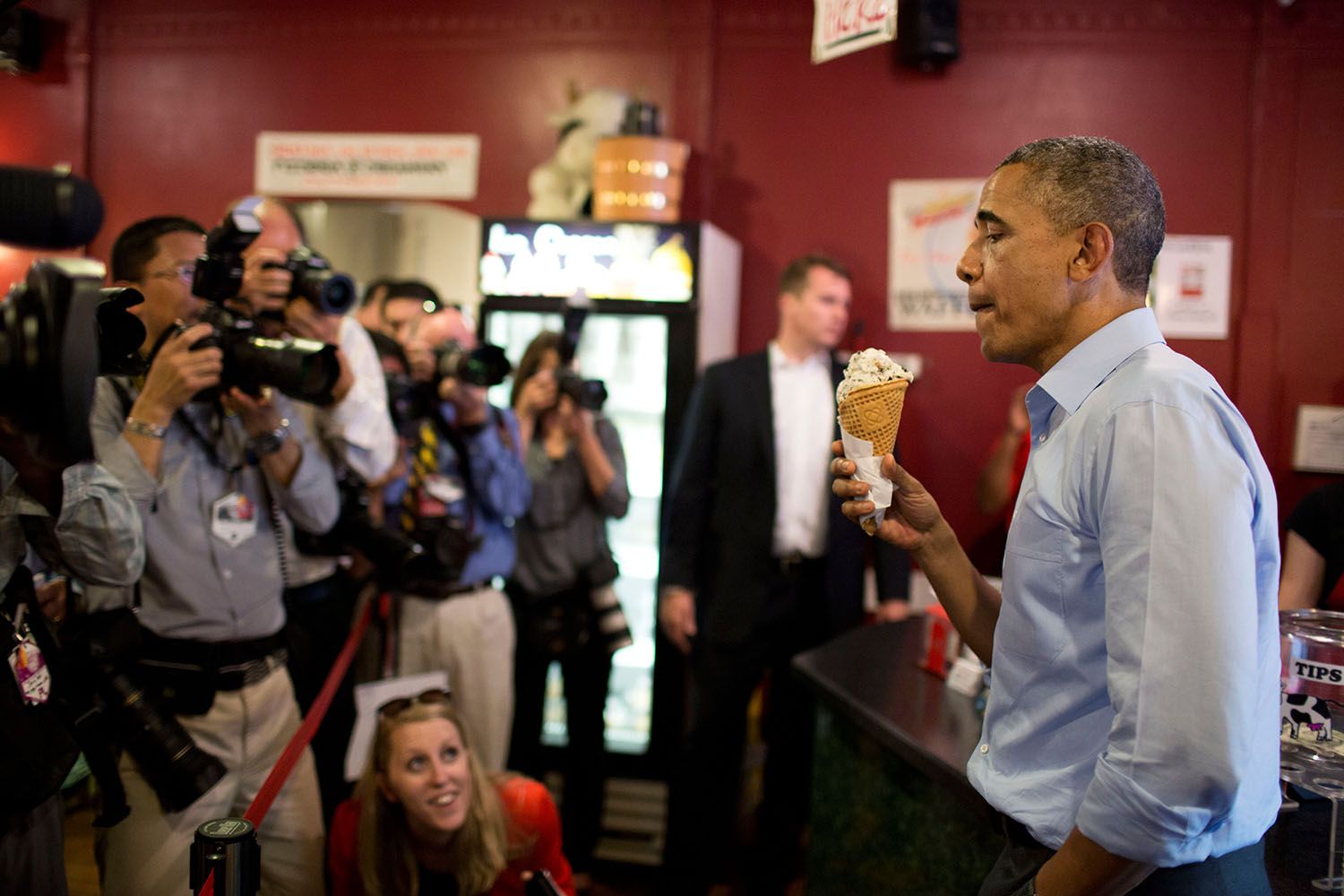
Поїдання руками морозива
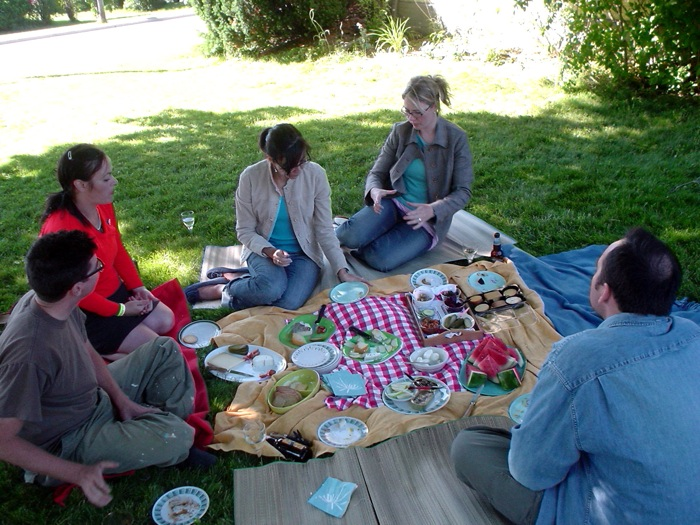
Пікнік з поїданням руками в Канаді

## Різновиди

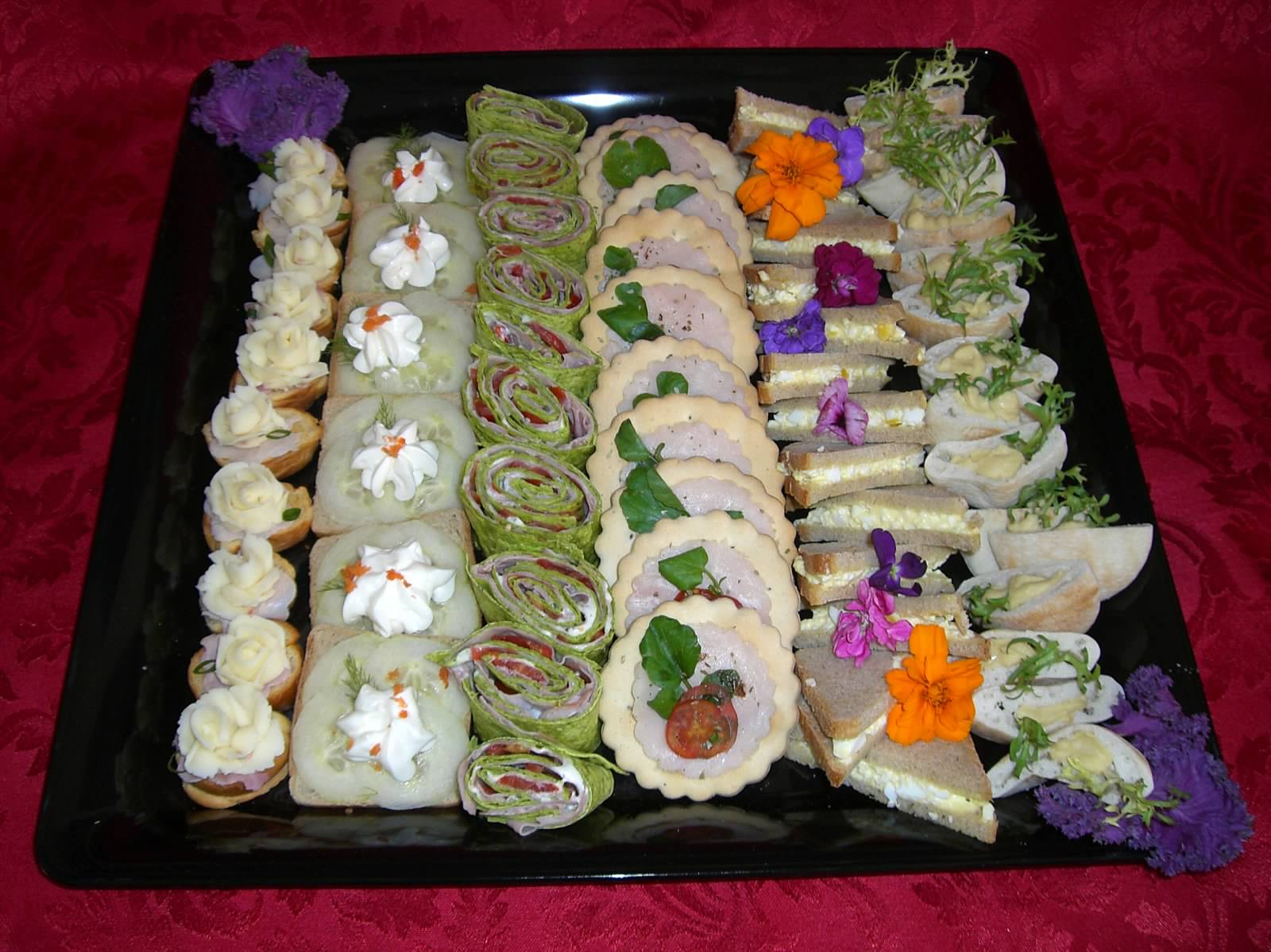
Підніс з канапками

В західному світі руками зазвичай їдять закуски та деякі десертні та солодкі страви: бутерброди, сендвічі, канапки; кукурудзяні палички, а також випічку: пиріжки, млинці, сосиски в тісті,  кіш, самсу, воловани; різноманітні продукти на шпажках (оливки, сир, ковбаски), курячі крильця й нагетси; яєчні рулети; продукти, загорнуті в піту або поміщені в булочки (шаурма, кебаб), чипси, аранчині; шоколадні батончики, морозиво у вафельних ріжках; фрукти й хліб.
В інших країнах руками також їдять випічку (ан-пан, пози, няньгао, юебін, цзунцзі) та інші страви (суші, оніґірі, йот, данго, доса); деякі страви ескімоської кухні (мактак) також вживають за допомогою рук.
Назва страви тюркських народів бешбармак (бесбармак) прямо вказує на те, що вживати її слід руками: «бешбармак» в перекладі означає «п'ять пальців», «п'ятірня» — під час їжі кочівники не використали столові прилади й брали м'ясо руками.